# Bundermann Ketten
Bundermann Ketten är en bergskedja i Antarktis. Den ligger i Östantarktis. Norge gör anspråk på området.